# Live at the Rotterdam Ahoy
Live at the Rotterdam Ahoy uživo je album britanskog hard rock sastava Deep Purple, koje 2001. godine, objavljuje diskografska kuća 'Thames Thompson'.
Materijal je snimljen u listopadu 2000. godine i uključuje većinu snimki koje su snimili u Rotterdamu, Nizozemska, tijekom turneje 2000/2001. Također je bio i prezentiran Concerto for Group and Orchestra ali nije uključen na materijal radi zakonskih zahtjeva (prema bilješkama s albuma). Dio materijala se sastoji samo za članove sastava, dvije skladbe su izvorno snimljene od strane glazbenog gosta Ronnija Jamesa Dia, dok je ostatak mješavina starih i novih snimki Deep Purplea.

## Popis pjesama

### Disk prvi
1. "Introduction" - 2:06
2. "Pictured Within" (Jon Lord) - 9:26
3. "Sitting in a Dream" (Roger Glover) - 4:18
4. "Love is All" (Glover, Eddie Hardin) - 4:16
5. "Fever Dreams" (Ronnie James Dio) - 4:23
6. "Rainbow in the Dark" (Dio, Vivian Campbell, Jimmy Bain, Vinny Appice) - 4:49
7. "Wring That Neck" (Ritchie Blackmore, Nick Simper, Lord, Ian Paice) - 6:01
8. "Fools" (Ian Gillan, Blackmore, Glover, Lord, Paice) - 10:04
9. "When a Blind Man Cries" (Gillan, Blackmore, Glover, Lord, Paice) - 7:43
10. "Vavoom: Ted the Mechanic" (Gillan, Steve Morse, Glover, Lord, Paice) - 5:13
11. "The Well-Dressed Guitar" (Morse) - 3:31

### Disk drugi
1. "Pictures of Home" (Gillan, Blackmore, Glover, Lord, Paice) - 10:11
2. "Sometimes I Feel Like Screaming" (Gillan, Morse, Glover, Lord, Paice) - 7:26
3. "Perfect Strangers" (Gillan, Blackmore, Glover) - 7:37
4. "Riff Raff"/"Smoke on the Water" (Gillan, Blackmore, Glover, Lord, Paice) - 10:20
5. "Black Night" (Gillan, Blackmore, Glover, Lord, Paice) - 6:27
6. "Highway Star" (Gillan, Blackmore, Glover, Lord, Paice) - 7:18

## Izvođači
- Ian Gillan - vokal
- Steve Morse - električna gitara
- Jon Lord - klavijature
- Roger Glover - bas-gitara
- Ian Paice - bubnjevi

### Glazbeni gosti na albumu
- Ronnie James Dio - vokal (skladbe 3, 4, 5 & 6 na disku prvom, skladba 4 na disku drugom)
- Miller Anderson - vokal, gitara
- "The Backstreet Dolls" - prateći vokali
- "The Rip Horns" - prateći vokali
- The Romanian Philharmonic Orchestra, dirigent, maestro Paul Mann

## Vanjske poveznice
- Rateyourmusic.com - Deep Purple - Live at the Rotterdam Ahoy